# Vojeslav Molé

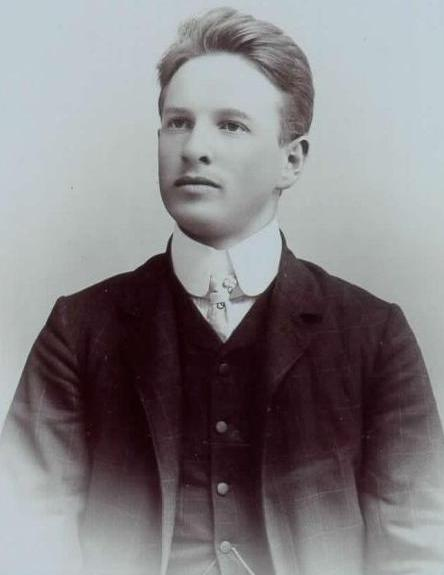
Vojeslav Molè (1906)

Vojeslav Molé (* 14. Dezember 1886 bei Görz; † 5. Dezember 1973) war ein jugoslawischer Kunsthistoriker.

## Leben
Molè studierte in Wien, Krakau und Rom Slavistik, Kunstgeschichte, romanische und polnische Philologie sowie episodisch Jura. Im Jahr 1912 erhielt er seinen Doktorgrad. Seine Dissertation wurde 1922 publiziert.
Nach einem in Rom verbrachtetem Jahr hat Molè in Split im Amt für Denkmalpflege für Dalmatien mit Frane Bulić zusammengearbeitet. Am Ende des Ersten Weltkrieges befand er sich in Tomsk, wo er 1919 eine Habilitationsarbeit über eine graphische Sammlung der Familie Stroganow schrieb. In den Jahren 1920 bis 1924 lehrte Molè antike und byzantinische Kunstgeschichte an der Universität Ljubljana. Zwischen 1925 und 1960 hielt er sich – abgesehen von der Zeit des Zweiten Weltkriegs in Krakau auf und war als Professor für Kunstgeschichte beschäftigt. An der Jagiellonen-Universität hat er die für Byzantinistik spezialisierte Bibliothek gegründet.

## Veröffentlichungen
- Eine illustrierte Handschrift aus dem Jahre 1649 mit der Topographie des Kosmas Indikopleustes und dem Hexameron des bulgarischen Exarchen Johannes. Ein Beitrag zur spätbyzantinischen Kunstgeschichte. 1922 (verfasst 1912).
- Die altchristliche und frühbyzantinische Kunst. Eine Einleitung zur byzantinischen Kunstgeschichte. 1931 (polnisch: Sztuka starochrześcijańska i wczesnobizantyńska. Wstęp do historii sztuki bizantyńskiej.).
- Die russische Kunst bis zum Jahre 1914. 1955 (Originaltitel: Sztuka rosyjska do roku 1914.).
- Die Kunst der Südslawen. 1962 (Originaltitel: Sztuka Słowian południowych.).